# Kondor W 1
Kondor W 1 – niemiecki dwupłatowy samolot szkolny z okresu I wojny światowej, zaprojektowany i zbudowany w niemieckiej wytwórni Kondor Flugzeugwerke w Essen. Powstała w jednym egzemplarzu maszyna była używana w fabrycznej szkole lotniczej.

## Historia

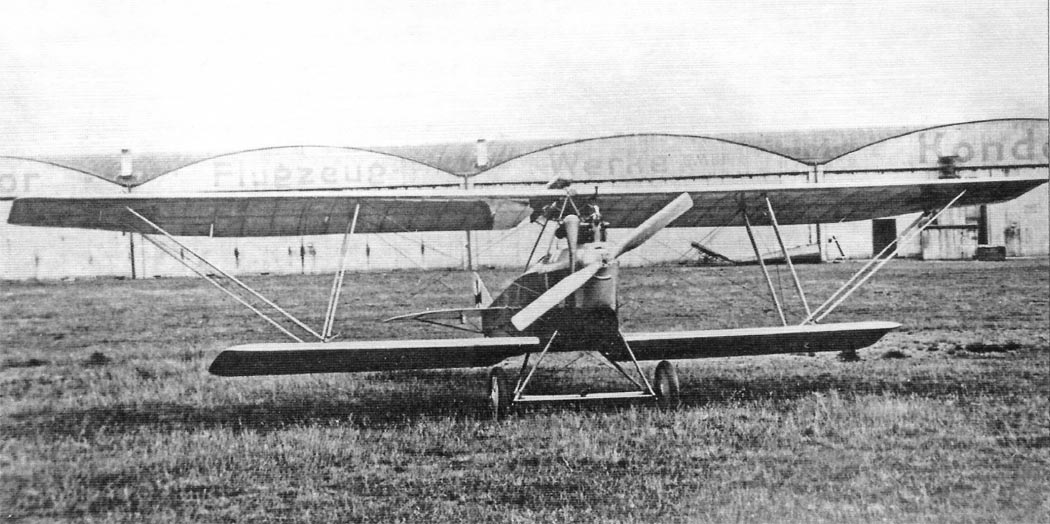
Kondor W 1 w widoku od przodu

Prototyp dwumiejscowego samolotu szkolnego o fabrycznym oznaczeniu Kondor W 1 powstał w zakładach Kondor Flugzeugwerke w Essen w 1914 roku. Konstruktorem maszyny był Paul Westphal. Dwupłatowa maszyna charakteryzowała się niespotykanym usztywnieniem skrzydeł w formie dwóch par słupków na skrzydło w kształcie litery „V” (patrząc od frontu samolotu). Samolot został oblatany w 1915 roku, po czym używany był w szkole lotniczej zakładów Kondor Flugzeugwerke z oznaczeniem K15.

## Opis konstrukcji i dane techniczne
Kondor W 1 był jednosilnikowym, dwumiejscowym dwupłatem szkolnym. Kadłub pokryty był sklejką. Długość samolotu wynosiła 7,95 metra, a rozpiętość skrzydeł 13 metrów. Powierzchnia nośna wynosiła 35 m², a masa startowa 900 kg. Napęd stanowił chłodzony cieczą 6-cylindrowy silnik rzędowy Mercedes D.II o mocy 88 kW (120 KM). Maszyna osiągała pułap 4000 metrów.